# Светлин Наков
Светлин Иванов Наков е български програмист-предприемач, създател на „СофтУни (Софтуерен университет)“, автор на множество книги и статии по програмиране и софтуерни технологии.

## Биография
Роден е през 1980 г. във Велико Търново. Започва да програмира на 11 години от 1991 г. Завършва Природо-математическа гимназия „Васил Друмев“ във Велико Търново. Завършва бакалавър по информатика (2003) и магистър по „Разпределени системи и мобилни технологии“ (2005) в Софийски университет „Св. Климент Охридски“. Получава докторска степен по компютърни науки през 2010 г. от Софийски университет „Св. Климент Охридски“. Създава Националната академия по разработка на софтуер (НАРС) през 2005 г. През 2009 г. създава Академията на Телерик за софтуерни инженери, а през 2010 г. училищната софтуерна академия на Телерик. В края на 2013 г. стартира инициативата Софтуерен университет (СофтУни). От 14 септември 2015 г. е доцент в Колежа по мениджмънт, търговия и маркетинг – София. През 2018 г. съосновава частна професионална гимназия за дигитални умения „СофтУни Светлина“.

## Награди
- През 1998 г. завоюва бронзов медал на X международна олимпиада по информатика за ученици в Португалия (IOI98)[6]
- През 1999 г. печели бронзов медал на XI международна олимпиада по информатика за ученици в Турция (IOI99)[7]
- През 2004 г. получава награда „Джон Атанасов“ на Президента на Република България.[8]
- През 2014 г. получава награда „Млад мениджър“ на списание „Мениджър“.[1]
- През 2018 г. получава от Президента на България наградата на БАИТ (Българска асоциация по информационни технологии) за специален принос към високите технологии.[9]

## Книги
1. Programming Basics with C#: Free Book + Video Course, Svetlin Nakov & Team, 2019, ISBN 978-619-00-0902-3
2. Programming Basics with Java, Svetlin Nakov & Team, 2019, ISBN 978-619-00-1402-7
3. Programming Basics with JavaScript, Svetlin Nakov & Team, 2019, ISBN 978-619-00-1401-0
4. Programming Basics with Python, Svetlin Nakov & Team, 2019, ISBN 978-619-00-1403-4
5. Practical Cryptography for Developers, Svetlin Nakov, 2018, ISBN 978-619-00-0870-5
6. Принципи на програмирането със C#, Светлин Наков, Веселин Колев и колектив, 2018, ISBN 978-619-00-0778-4
7. Practical Blockchain for Developers: The Big Book, Programming Blockchain Networks, Consensus Algorithms, Mining, Cryptography, Wallets, Transactions, DApps, Smart Contracts, Ethereum, Solidity, IPFS, Svetlin Nakov and SoftUni Team, 2018, ISBN 978-619-00-0802-6
8. Основи на програмирането със C++, Светлин Наков и колектив, 2019, ISBN 978-619-00-0951-1
9. Основи на програмирането с Python, Светлин Наков и колектив, 2018, ISBN 978-619-00-0806-4
10. Основи на програмирането с JavaScript, Светлин Наков и колектив, 2018, ISBN 978-619-00-0702
11. Основи на програмирането с Java, Светлин Наков и колектив, 2018, ISBN 978-619-00-0636-7
12. Основи на програмирането със C#, Светлин Наков и колектив, 2017, ISBN 978-619-00-0635-0
13. Алгоритми за измерване на семантична близост с използване на уеб като корпус и приложения в изчислителната лингвистика, Светлин Наков, 2015, ISBN 978-954-2971-18-4
14. Fundamentals of Computer Programming with C#, Svetlin Nakov, Veselin Kolev and Team, 2013, ISBN 978-954-400-773-7
15. Въведение в програмирането със C#, Светлин Наков, Веселин Колев и колектив, 2011, ISBN 978-954-400-527-6
16. Въведение в програмирането с Java, Светлин Наков и колектив, 2009, ISBN 978-954-400-055-4
17. Програмиране за .NET Framework (том 2), Светлин Наков и колектив, 2006, ISBN 978-954-775-672-4
18. Програмиране за .NET Framework (том 1), Светлин Наков и колектив, 2005, ISBN 954-775-505-6
19. Java за цифрово подписване на документи в уеб, Светлин Наков, 2005, ISBN 954-775-504-8
20. Интернет програмиране с Java, Светлин Наков, 2004, ISBN 954-775-305-3